# Râul Criș
Râul Criș (în maghiară Körös, în germană Kreisch), numit și Râul Crișul Triplu, este numele unui râu din estul Ungariei, cu o lungime de 91,3 km. Râul Criș constitue cursul inferior al sistemului hidrografic al Crișurilor. El se formează la confluența râului Crișul Repede cu râul Crișul Dublu la nord de orașul Gyula (Ghiula) și curge spre vest până la vărsarea în râul Tisa, lângă Csongrád.

## Etimologie
Crișul era cunoscut în antichitate sub numele de Crisus, Crisia, Grisia sau Gerasus, în timp ce în germana arhaică are numele de Kreisch. Denumirea este anterioară epocii romane.
Conform opiniei lingvistului Vasile Frățilă, numele este derivat din radicalul de origine tracă krs-, kres-, însemnând “colorat”. După părerea lui Alexandru Madgearu, Criș este un hidronim care provine din forma veche a limbii române, Krisos, din care ulterior a derivat forma maghiară Keres (ulterior Körös) (< proto-indo-european *kwersnā «negru»).

## Sistemul hidrografic al Crișurilor
Sistemul hidrografic al Crișurilor are o suprafață a bazinului hidrogafic de 27.537 km2, din care 53% pe teritoriul României și 47% pe teritoriul Ungariei. Sistemul cuprinde următoarele cursuri de apă:
- râul Crișul Alb (în maghiară Fehér-Körös) - cu o lungime de 235,7 km, din care 9,8 km sunt pe teritoriul Ungariei;
- râul Crișul Negru (în maghiară Fekete-Körös) - cu o lungime de 168 km, din care 20,5 km sunt pe teritoriul Ungariei;

- râul Crișul Dublu (în maghiară Kettős-Körös) - cu o lungime de 37,3 km care se formează în aval de confluența Crișului Alb cu Crișul Negru, la nord de orașul Gyula (Ghiula) din Ungaria (zona Szanazug)
- râul Crișul Repede (în maghiară Sebes-Körös) - cu o lungime de 209 km, din care 58,6 km sunt pe teritoriul Ungariei.

- râul Criș sau Crișul Triplu (în maghiară Hármas-Körös) - cu o lungime de 91,3 km, care se formează la confluența Crișului Repede cu Crișul Dublu.

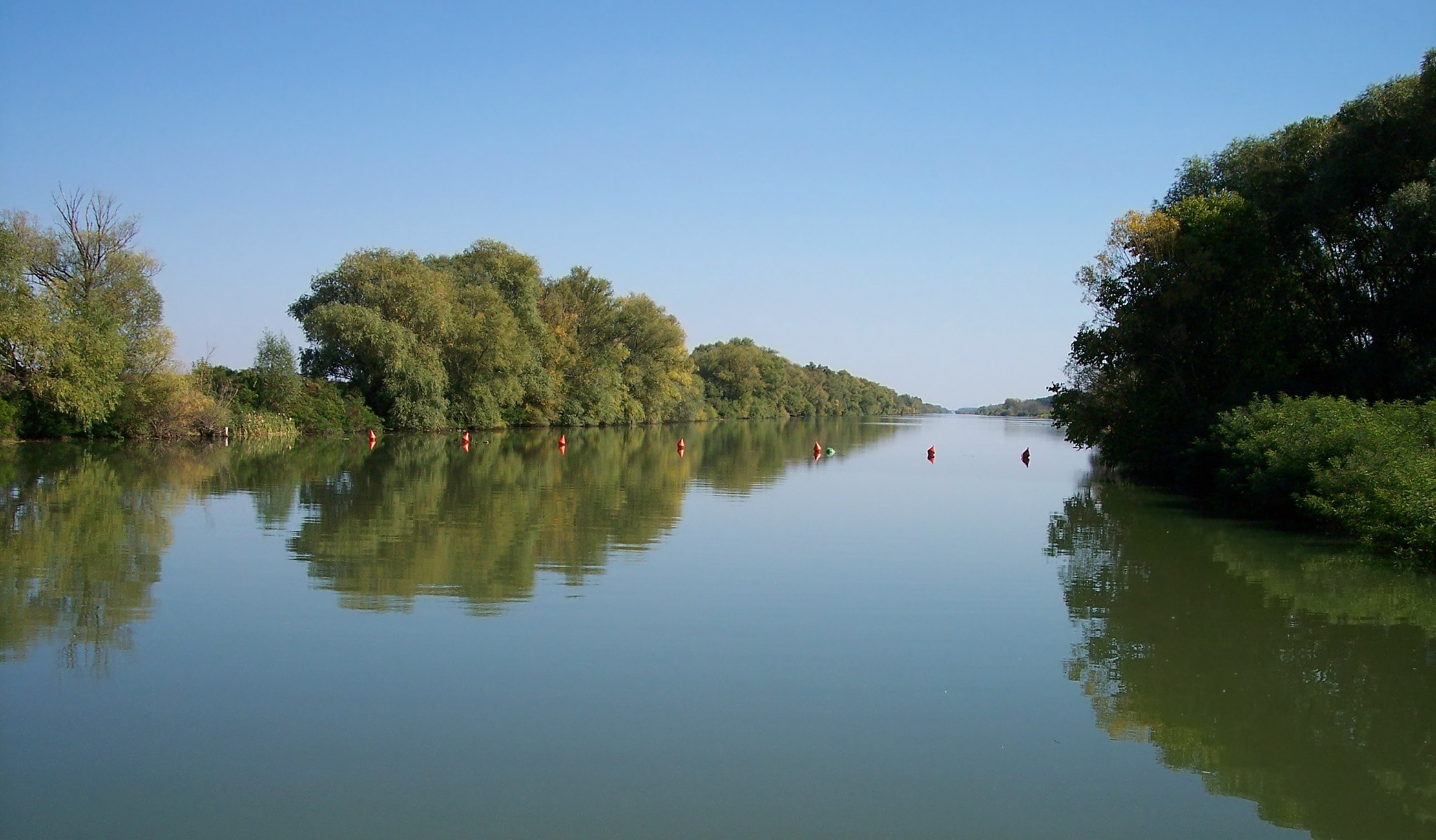
Râul Criş, în apropiere de Békés.

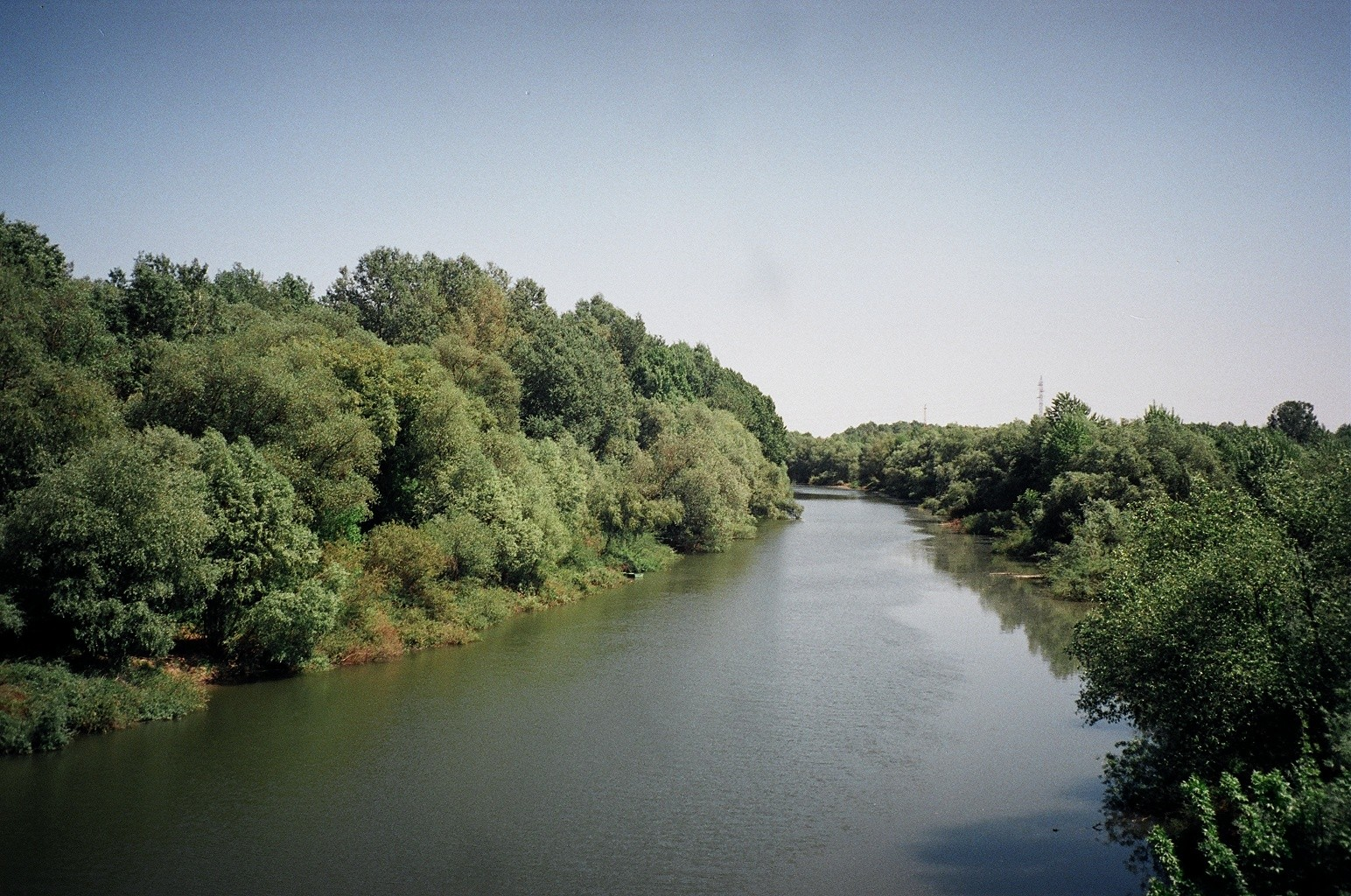
Râul Criş, la Mezőberény.